# كميات يومية إرشادية

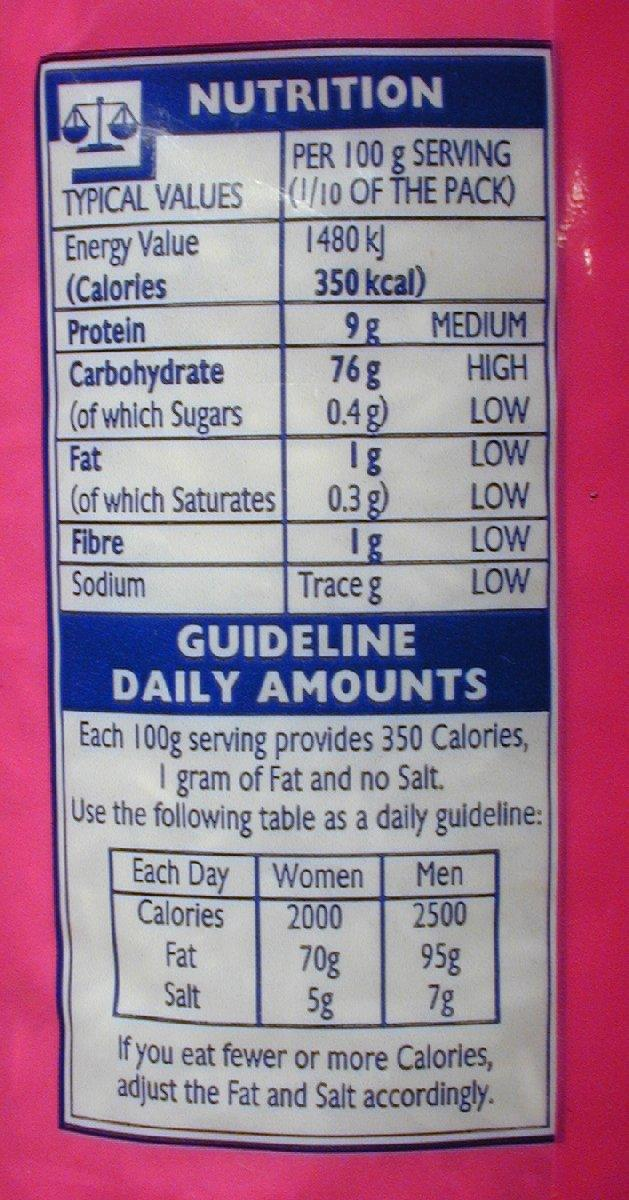

الكميات اليومية الإرشادية (GDAs) هي إحدى ملصقات حقائق التغذية التي بدأت في الأصل في عام 1998 كنوع من التعاون بين حكومة المملكة المتحدة وقطاع الصناعات الغذائية والمؤسسات الاستهلاكية. وجرى الإشراف على هذه العملية من قِبل «معهد توزيع البقالة» (IGD). ولمساعدة المستهلكين على فهم معلومات التغذية المسجلة على عبوات المواد الغذائية، فإنهم يترجمون العلوم إلى معلومات سهلة الفهم من قِبل المستهلكين، وتوفير مبادئ توجيهية على العبوات من شأنها أن تساعد المستهلكين على وضع معلومات التغذية التي يقرءونها على ملصق المنتج الغذائي في سياق النظام الغذائي بشكل عام.
والكميات اليومية الإرشادية للبالغين والأطفال الأصحاء حول تحديد الكمية التقريبية من السعرات الحرارية والدهون والدهون المشبعة والسكريات الكلية والصوديوم/الملح. وتحتوي ملصقات الكميات اليومية الإرشادية على النسبة المئوية للقيمة اليومية لكل حصة غذائية والقيمة المطلقة لكل حصة من هذه الفئات. ويجب أن تشير الكميات اليومية الإرشادية الموجودة على الجزء الأمامي من العبوات إلى السعرات الحرارية على الأقل، غير أن الكميات اليومية الإرشادية الموجودة على الجزء الخلفي من العبوات يجب أن تذكر، على الأقل، هذه الفئات الخمس.
وتم إدخال الكميات اليومية الإرشادية مؤخرًا من قِبل الكثير من الشركات الكبيرة إلى قارة أوروبا والولايات المتحدة، ومنذ تقديمها في العالم خارج نطاق المملكة المتحدة دار جدل حول ما هو المحتوى الذي تبينه الكميات اليومية الإرشادية فعليًا، على سبيل المثال، حساب كمية يومية إرشادية لأي شخص يتوقف على طول الشخص ووزنه ومقدار نشاطه اليومي وسنه، وتقدير الحصة التي تكون حوالي من 5% إلى 10% أعلى مما يجب أن يتناوله الشخص فعليًا. وعند حساب الكميات اليومية الإرشادية فإن الاتحاد التجاري الأوروبي لمنتجي الغذاء يستخدم متوسط السعرات الحرارية اللازم للنساء لأن هذا المتوسط أفضل ما يناسب احتياجات الغالبية العظمى من السكان. وتحتاج النساء، في المتوسط، ما بين 1800 و2200 سعر حراري يوميًا في حين أن الأطفال يحتاجون ما بين 1500 و2000 سعر حراري والرجال ما بين 2200 و2700. وفي مارس 2009، نشرت هيئة سلامة الأغذية الأوروبية رأيها بشأن مستويات الاستهلاك الخاصة بأوروبا، وكانت تتفق مع الأرقام التابعة للكميات اليومية الإرشادية المحددة في المملكة المتحدة.
علاوة على ذلك، ليست كل السعرات الحرارية متعادلة. ففي حين أن كمية يومية إرشادية لحصة من السعرات الحرارية قد يمثل هدفًا واسعًا بقدر ما يحتاجه الناس من الحد الأدنى للسعرات الحرارية للحفاظ على بقائهم، فإن الكمية اليومية الإرشادية للدهون المشبعة لا يُعتبر هدفًا حيث إن عدم تناول أي دهون مشبعة على الإطلاق لن يكون ضارًا بالصحة، طالما كانت هناك دهون لمجموعة متنوعة غير مشبعة في النظام الغذائي.
ويجري الآن استخدام الكميات اليومية الإرشادية على نطاق واسع في صناعة المواد الغذائية وتظهر على كل من الجزء الأمامي والخلفي للعبوات الغذائية.